# 고재종
고재종(高在鍾, 1959년 5월 30일~)은 대한민국의 시인이다.
전라남도 담양군에서 태어나 담양농업고등학교를 졸업했다. 1984년 실천문학사의 신작시집 《시여 무기여》에 〈동구 밖 집 열 두 식구〉를 발표하며 등단했다. 1993년 제11회 신동엽창작기금을 받고, 1995년 시집 《날랜 사랑》을 출간했다.
1999년까지 고향에서 농사를 지었다. 〈백련사 동백숲길〉로 2002년 제16회 소월시문학상을 받았다. 〈사랑, 그 봄 여름 가을 겨울〉이 2003년 농림부에서 선정한 ‘농(農)사랑 시(詩)사랑’작품에 뽑혔다.
2009년부터 광주전남작가회의 회장을 맡고 있다.

## 시집
- 《바람부는 솔숲에 사랑은 머물고(실천문학의시집 43)》(실천문학사, 1987년)
- 《새벽 들(창비시선 79)》 (창작과비평사, 1989년)
- 《쌀밥의 힘(거꾸로읽는책 10)》 (푸른나무, 1991년)
- 《사람의 등불(실천문학의시집 87)》 (실천문학사, 1992년)
- 《날랜 사랑(창비시선 134)》 (창작과비평사, 1995년)
- 《사람의 길은 하늘에 닿는다》 (문학동네, 1996년)
- 《앞강도 야위는 이 그리움(문학동네시집 25)》 (문학동네, 1997년)[1]
- 《그때 휘파람새가 울었다》 (시와시학사, 2001년)
- 《쪽빛 문장》 (문학사상사, 2004년)
- 《고요를 시청하다》  (문학들,  2019년)